# Yle TV1
Yle TV1 är Finlands största tv-kanal som ägs av den finländska rundradion.  Den började sina officiella sändningar 1 januari 1958.  Kanalen erbjuder publiken nyheter, sport, underhållning samt skol-tv-program på finska.

## Yle TV1: s mest tittade TV-program 2018
| #   | Program                                       | Datum      | Programmets räckvidd | Rating om 7 dagar |
| --- | --------------------------------------------- | ---------- | -------------------- | ----------------- |
| 1.  | Itsenäisyyspäivän juhlavastaanotto 2018       | 6.12.2018  | 2 978 000            | 2 462 000         |
| 2.  | Yle Uutiset                                   | 6.12.2018  | 2 524 000            | 2 445 000         |
| 3.  | Kohti linnan juhlia                           | 6.12.2018  | 2 043 000            | 1 504 000         |
| 4.  | Presidentinvaalien 1. kierroksen tulosilta    | 28.1.2018  | 2 161 000            | 1 448 000         |
| 5.  | Suomen Turku julistaa joulurauhan             | 24.12.2018 | 1 320 000            | 1 135 000         |
| 6.  | Kotikatsomo: Tuntematon sotilas               | 30.12.2018 | 1 356 000            | 1 054 000         |
| 7.  | Urheiluruutu                                  | 8.1.2018   | 1 010 000            | 1 049 000         |
| 8.  | Presidentinvaalit 2018: Sauli Niinistö        | 15.1.2018  | 1 344 000            | 1 025 000         |
| 9.  | Linnan jatkot                                 | 6.12.2018  | 1 854 000            | 1 011 000         |
| 10. | Suuri vaalikeskustelu: Presidentinvaalit 2018 | 25.1.2018  | 1 426 000            | 968 000           |

Källa: 